# Eloxochitlán (kommun i Mexiko, Hidalgo, lat 20,73, long -98,88)
Eloxochitlán är en kommun i Mexiko.   Den ligger i delstaten Hidalgo, i den sydöstra delen av landet, 150 km norr om huvudstaden Mexico City. Antalet invånare är 2 417.
Följande samhällen finns i Eloxochitlán:
- Eloxochitlán
- Tepeyica